# Texty pyramid

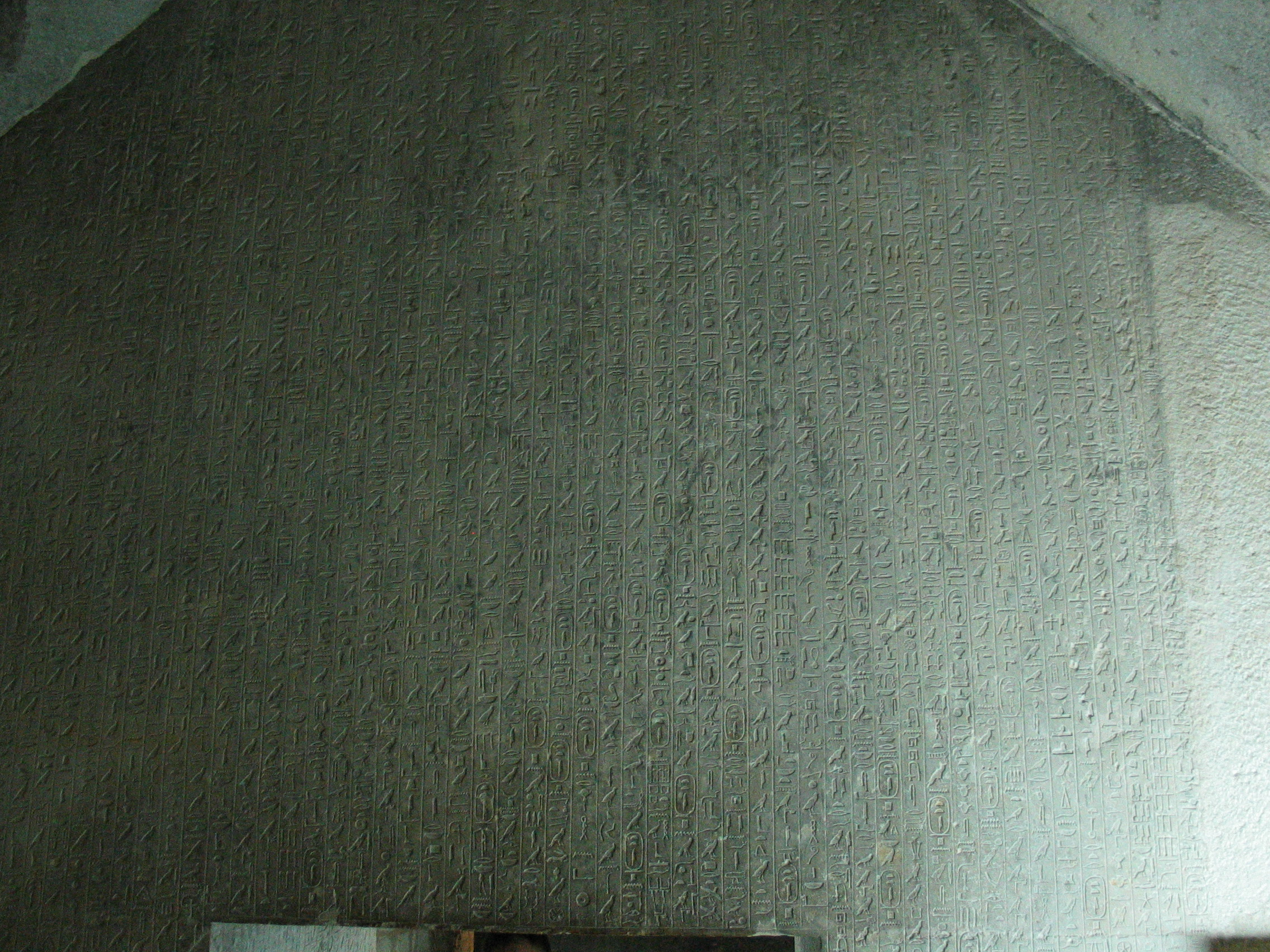
Texty pyramid z Tetiho pyramidy

Texty pyramid je moderní název užívaný v egyptologii pro rozsáhlý soubor náboženských textů zapsaných původně na stěnách vnitřních komor několika pyramid staroegyptských králů a královen v období 5., 6. a 8. dynastie. Má se za to, že v době zápisu byly již velmi staré. Přestože nejde o jednotný soubor a jednotlivé exempláře mají povahu samostatně uspořádaného výběru z většího množství textů (tím značně připomínají pozdější Egyptskou knihu mrtvých), jsou pro svůj identický charakter badateli správně pokládány za varianty specifického literárního útvaru, o jehož podobě si lze udělat obrázek kompilací variant. Texty byly napsány pro zemřelého panovníka a měly mu pomoci dostat se do říše mrtvých. Objev prvních textů učinil G. Maspero roku 1880 v pyramidě Pepiho I. (2332–2283). Do té doby se předpokládalo, že ve všech pyramidách nejsou žádné písemné památky.
Texty pyramid jsou nejstarší dochované zádušní texty. Jedná se o sbírky zaříkadel nebo výroků, které doprovázejí pohřeb a popis rituálů. Cílem těchto textů bylo zabezpečit králi posmrtný život co by boha. Typově je lze rozdělit na tři základní skupiny: rituální formule sloužící při mumifikaci, magické formule pomáhající při cestě do podsvětí a posledním typem jsou formule k uctění bohů. Tyto texty odpovídají tehdejším náboženským představám, je z nich patrná představa, že napsané slovo má magickou moc.

## Výskyt
První pyramidou ve které lze najít nějaké texty je Venisova pyramida, která vznikla kolem roku 2350 př. n. l. a patřila poslednímu králi V. dynastie. Zvyk psát na vnitřní stěny pyramid si podrželi všichni panovníci VI. dynastie. Texty pyramid tak lze najít ještě v pyramidách králů Tetiho, Pepiho I., Merenréa, Pepiho II. S posledními texty se v době Staré říše setkáváme v pyramidě krále jménem Aba (2160), který byl posledním králem osmé dynastie.
Od Střední říše se začínají objevovat na vnitřních stěnách hrobek hodnostářů a rakví (texty rakví).
Texty pyramid, byť ve značně zredukované podobě, se znovu objevují v Pozdní době. Čeští vědci na ně například narazili v hrobce Vedžahorresneta v Abúsíru. Vedžahorresnet sice nebyl králem, ale stal se satrapou perského krále Kambýse II., takže jejich výskyt ani v tomto případě nevybočuje z rámce jejich užívání ve Staré říši.

## Styl
Texty pyramid jsou napsány v hieroglyfech a archaický jazyk některých partií ukazuje na to, že již v době zápisů to byla starobylá zaříkadla. Orientace v těchto textech je velice složitá a vyžaduje rozsáhlé znalosti egyptského náboženství, protože je v nich celá řada narážek na tehdejší mýty. Velmi častá jsou z dnešního pohledu těžko pochopitelná přirovnání, zkratky a symboly. Jejich jednotlivé překlady se radikálně liší. Někdy jsou i znehodnocované tím, že pokud překladatel některé pasáži nerozuměl, tak ji prostě vynechal. V Textech pyramid nesměly být použité hieroglyfy, jejichž předlohy by mohly jakkoli krále poškozovat nebo ohrožovat (např. se věřilo, že ryby přinášejí smůlu, a tak jejich znak byl deformován nebo vynechán).
Některé texty se opakují v jednotlivých pyramidách, jiné známe pouze v jednom exempláři, v žádné pyramidě není kompletní sbírka všech textů. Texty pyramid naznačují víru Egypťanů v to, že se král připojuje k cirkumpolárním hvězdám na severní obloze – „věčným hvězdám“, které při svém celodenním pohybu nikdy nezapadají pod obzor. Tímto způsobem královské pohřební texty staví krále na úroveň Usíra, slunce a hvězd. Texty také obsahují chvalozpěvy na bohy, dlouhý seznam obětin jídla, nápojů a oblečení. Vydavateli jsou dělené do 759 řečí (Utterances, Sprüche) a 2291 paragrafu.
Texty zdůrazňují kult boha slunce, což je pravděpodobným důkazem toho, že texty složili kněží z Heliopole.

## Ukázka
Texty pyramid: Kapitola 264

Ochranný kanál je otevřen, klikatá

vodní cesta je zatopena, rákosová

pole jsou naplněna vodou; aby král

mohl být převezen k východní

straně oblohy, k místu, kde ho

bohové přetvoří, kde se znovu

narodí nový a mladý.

## Vydání
V současné době jsou již všechny Texty pyramid přeloženy s výjimkou nově objevených zlomků (ačkoli zdaleka ne všechny věci jsou uspokojivě vysvětleny) do živých jazyků. První výbor vydal v roce 1884 G. Maspero. Dosud chybí práce, která by všechny souborně představila z hlediska dnešního poznání. Dosud nepřekonaná, ale přesto nutně zastaralá práce o Textech pyramid je Die Altägyptischen Pyramidtexte od Kurta Setha. Obsahuje nejen jeho překlad do němčiny, ale především reprodukci v hieroglyfech.